# Hữu Kiệm
Hữu Kiệm là một xã thuộc tỉnh Nghệ An, Việt Nam. Xã được hình thành trên cơ sở sáp nhập các xã Bảo Nam, Hữu Lập và Hữu Kiệm của huyện Kỳ Sơn trong đợt Sáp nhập tỉnh thành Việt Nam 2025.

## Địa lý
Xã Hữu Kiệm có vị trí địa lý:
- Phía Đông giáp xã Mường Lống và xã Chiêu Lưu;
- Phía Nam giáp xã Na Ngoi và xã Chiêu Lưu;
- Phía Tây giáp xã Nậm Cắn và xã Mường Xén;
- Phía Bắc giáp xã Nậm Cắn và xã Huồi Tụ.

Xã Hữu Kiệm có diện tích tự nhiên 188,97 km².

## Hành chính và tên gọi
Xã Hữu Kiệm được thành lập theo Nghị quyết số 1678/NQ-UBTVQH15 của Ủy ban Thường vụ Quốc hội Việt Nam, ban hành ngày 16 tháng 6 năm 2025. Theo đó, sắp xếp toàn bộ diện tích tự nhiên, quy mô dân số của các xã Bảo Nam, Hữu Lập và Hữu Kiệm thuộc huyện Kỳ Sơn trước đây thành một xã mới có tên gọi là xã Hữu Kiệm.
Sau sắp xếp xã có diện tích tự nhiên: 188,97 km², quy mô dân số: 12.609 người.